# Jann-Fiete Arp
Jann-Fiete Arp (Bad Segeberg, 6 de janeiro de 2000) é um futebolista alemão que atua como atacante. Atualmente joga no Odense BK.

## Carreira

### Hamburgo
Arp começou a jogar futebol no SV Wahlstedt, aos quatro anos de idade. Em 2010 ingressou nas categorias de base do Hamburgo e chegou primeiro para o E-Jugend (Sub-11).
No dia 16 de junho de 2017, ampliou o contrato com Hamburgo até 2019. Estreou pelo time profissional no dia 30 de setembro, aos 17 anos, num empate em 0 a 0 contra o Werder Bremen.
Já no dia 28 de outubro, na derrota de 2 a 1 para o Hertha Berlim, marcou seu primeiro gol pelo Hamburgo,  se tornando assim o primeiro jogador que nasceu no novo milênio a marcar na Bundesliga, aos 17 anos, 9 meses e 22 dias. No dia 4 de novembro, marcou um gol em seu primeiro jogo como titular, na vitória por 3 a 1 sobre o Stuttgart.

### Bayern de Munique
Após se destacar no Hamburgo, foi confirmado como novo reforço do Bayern de Munique no dia 7 de fevereiro de 2019. Inicialmente ele chegou para integrar o time B dos Bávaros, o Bayern Munique II.

## Seleção Alemã
No dia 4 de maio de 2017, marcou um hat-trick em apenas 13 minutos, o mais rápido da história das fases finais do Campeonato Europeu Sub-17, na vitória por 5 a 0 sobre a Bósnia e Herzegovina.
Em outubro de 2017, participou da Copa do Mundo FIFA Sub-17 na Índia. Participou de todos os cinco jogos da sua equipe, que nas quartas de final foi eliminada pelo Brasil. Terminou o torneio com cinco gols.

## Estatísticas
Atualizadas até 24 de janeiro de 2021.

### Clubes

#### Categorias de base
| Temporada                    | Clube                        | Campeonato                     | Jogos | Gols |
| ---------------------------- | ---------------------------- | ------------------------------ | ----- | ---- |
| 2015                         | Hamburgo                     | Länderpokal Sub-15             | 4     | 0    |
| 2015–16                      | Hamburgo                     | Bundesliga Nord/Nordost Sub-17 | 24    | 11   |
| 2016–17                      | Hamburgo                     | Bundesliga Nord/Nordost Sub-17 | 20    | 25   |
| 2016–17                      | Hamburgo                     | Bundesliga Nord/Nordost Sub-19 | 4     | 2    |
| 2017–18                      | Hamburgo                     | Bundesliga Nord/Nordost Sub-19 | 3     | 7    |
| Total nas categorias de base | Total nas categorias de base | Total nas categorias de base   | 55    | 45   |

#### Profissional
| Equipe            | Tempo no clube    | Campeonato nacional | Campeonato nacional | Copa nacional | Copa nacional | Competições continentais | Competições continentais | Total | Total |
| Equipe            | Tempo no clube    | Jogos               | Gols                | Jogos         | Gols          | Jogos                    | Gols                     | Jogos | Gols  |
| ----------------- | ----------------- | ------------------- | ------------------- | ------------- | ------------- | ------------------------ | ------------------------ | ----- | ----- |
| Hamburgo          | 2017–2019         | 35                  | 3                   | 3             | 1             | –                        | –                        | 38    | 4     |
| Bayern            | 2019–2020         | 0                   | 0                   | 1             | 0             | –                        | –                        | 1     | 0     |
| Bayern II         | 2020–             | 29                  | 6                   | –             | –             | –                        | –                        | 29    | 6     |
| Total na carreira | Total na carreira | 64                  | 9                   | 4             | 1             | 0                        | 0                        | 67    | 10    |

### Seleção Alemã
| Ano   |       |      |         |       |
| Ano   | Jogos | Gols | Assist. | Média |
| ----- | ----- | ---- | ------- | ----- |
| 2015  | 2     | 0    | 0       | 0     |
| 2016  | 2     | 0    | 0       | 0     |
| Total | 4     | 0    | 0       | 0     |

| Ano   |       |      |         |       |
| Ano   | Jogos | Gols | Assist. | Média |
| ----- | ----- | ---- | ------- | ----- |
| 2016  | 4     | 3    | 1       | 0,75  |
| 2017  | 15    | 15   | 7       | 1     |
| Total | 19    | 18   | 8       | 0,94  |

| Ano   |       |      |         |       |
| Ano   | Jogos | Gols | Assist. | Média |
| ----- | ----- | ---- | ------- | ----- |
| 2015  | 2     | 0    | 0       | 0     |
| 2016  | 6     | 3    | 1       | 0,5   |
| 2017  | 15    | 15   | 7       | 1     |
| Total | 23    | 18   | 8       | 0,78  |

Expanda a caixa de informações para conferir todos os jogos deste jogador, pela sua seleção nacional.
Sub-16
|    | Data                  | Local                                               | Resultado | Adversário | Gol(s) | Competição |
| -- | --------------------- | --------------------------------------------------- | --------- | ---------- | ------ | ---------- |
| 1. | 22 de outubro de 2015 | Bürgerausee Stadion, Kuchl                          | 4–2       | Áustria    | 0      | Amistoso   |
| 2. | 24 de outubro de 2015 | University and Landessportzentrum Salzburg, Hallein | 2–1       | Áustria    | 0      | Amistoso   |
| 3. | 12 de abril de 2016   | Stadion am Eisenbrand, Meerbusch                    | 3–2       | Itália     | 0      | Amistoso   |
| 4. | 14 de abril de 2016   | Jahnstadion, Bottrop                                | 3–0       | Itália     | 0      | Amistoso   |

Sub-17
|     | Data                    | Local                                        | Resultado | Adversário           | Gol(s) | Assist. | Competição                |
| --- | ----------------------- | -------------------------------------------- | --------- | -------------------- | ------ | ------- | ------------------------- |
| 1.  | 9 de setembro de 2016   | Steigerwaldstadion, Erfurt                   | 2–1       | Países Baixos        | 0      | 0       | Amistoso                  |
| 2.  | 11 de setembro de 2016  | Bluechip-Arena, Meuselwitz                   | 2–1       | Itália               | 0      | 0       | Amistoso                  |
| 3.  | 13 de setembro de 2016  | Ernst-Abbe-Sportfeld, Jena                   | 3–1       | Israel               | 2      | 0       | Amistoso                  |
| 4.  | 17 de novembro de 2016  | Egilshöll, Reykjavík                         | 7–2       | Islândia             | 1      | 1       | Amistoso                  |
| 5.  | 12 de fevereiro de 2017 | Estádio Algarve, Faro/Loulé                  | 2–3       | Inglaterra           | 0      | 0       | Amistoso                  |
| 6.  | 14 de fevereiro de 2017 | Estádio da Nora, Ferreiras                   | 1–1       | Portugal             | 0      | 0       | Amistoso                  |
| 7.  | 23 de março de 2017     | Arslan Zeki Demirci Spor Kompleksi, Manavgat | 10–1      | Armênia              | 1      | 3       | Elim. Europeu Sub-17 2017 |
| 8.  | 25 de março de 2017     | Arslan Zeki Demirci Spor Kompleksi, Manavgat | 6–2       | Finlândia            | 0      | 0       | Elim. Europeu Sub-17 2017 |
| 9.  | 28 de março de 2017     | Arslan Zeki Demirci Spor Kompleksi, Manavgat | 3–1       | Turquia              | 2      | 0       | Elim. Europeu Sub-17 2017 |
| 10. | 4 de maio de 2017       | Pomorac Kostrena, Kostrena                   | 5–0       | Bósnia e Herzegovina | 3      | 0       | Europeu Sub-17 2017       |
| 11. | 7 de maio de 2017       | Pomorac Kostrena, Kostrena                   | 3–1       | Sérvia               | 0      | 0       | Europeu Sub-17 2017       |
| 12. | 10 de maio de 2017      | Stadion HNK Rijeka, Rijeka                   | 7–0       | Irlanda              | 3      | 1       | Europeu Sub-17 2017       |
| 13. | 13 de maio de 2017      | NK Inter Zaprešić, Zaprešić                  | 2–1       | Países Baixos        | 1      | 0       | Europeu Sub-17 2017       |
| 14. | 16 de maio de 2017      | NK Varaždin, Varaždin                        | 0–0       | Espanha              | 0      | 0       | Europeu Sub-17 2017       |
| 15. | 7 de outubro de 2017    | Estádio Fatorda, Margão                      | 2–1       | Costa Rica           | 1      | 1       | Copa do Mundo Sub-17 2017 |
| 16. | 10 de outubro de 2017   | Estádio Fatorda, Margão                      | 0–4       | Irã                  | 0      | 0       | Copa do Mundo Sub-17 2017 |
| 17. | 13 de outubro de 2017   | Estádio Jawaharlal Nehru, Cochim             | 3–1       | Guiné                | 1      | 1       | Copa do Mundo Sub-17 2017 |
| 18. | 16 de outubro de 2017   | Estádio Jawaharlal Nehru, Nova Deli          | 4–0       | Colômbia             | 2      | 1       | Copa do Mundo Sub-17 2017 |
| 19. | 22 de outubro de 2017   | Estádio Salt Lake, Calcutá                   | 1–2       | Brasil               | 1      | 0       | Copa do Mundo Sub-17 2017 |

## Títulos

### Prêmios individuais
- Medalha Fritz Walter: Ouro 2017 (Sub-17)[34]
- 60 jovens promessas do futebol mundial de 2017 (The Guardian)[35]